# Camden kerület

Camden kerület (London Borough of Camden) London egyik belső kerülete.

## Fekvése
A terület a város északi részén helyezkedik el, a déli Holborn and Bloomsburytől az északi Hampstead Heathig terjed. Camden kerületet nyugaton Brent, északnyugaton Barnet, északon Haringey, keleten Islington, délen Westminster és a City határolja.

## Története
A kerületet 1956-ban Hampstead, Holborn, és St. Pancras összevonásával hozták létre.

## Népessége
A 2001-es népszámlálás adatai alapján Camden lakossága 198 000 fő, az alulszámlálást figyelembe véve 202 600 fő volt. A lakosság 73%-a fehér, 6%-bangladesi, 6% fekete afrikai. A háztartások 35%-a volt akkor a lakók tulajdonában. 2018-ban a kerület lakosságának lélekszáma már 262 226 volt.
A kerület népessége a korábbiakban az alábbi módon alakult:
| Lakosok száma | 225 000 | 241 100 | 262 226 | 218 049 |
|               | 2012    | 2015    | 2018    | 2022    |

## Körzetei
- Belsize Park
- Bloomsbury
- Camden Town
- Dartmouth Park
- Fortune Green
- Fitzrovia[m 1]
- Gospel Oak
- Hampstead Hampstead Heath egy részével
- Highgate (délnyugati rész)
- Holborn
- Kentish Town
- Kilburn (részben)
- King’s Cross és St Pancras
- Primrose Hill
- Somers Town
- South Hampstead

## Közlekedése
London mindhárom nagy vasúti pályaudvara, az Euston pályaudvar, a St. Pancras pályaudvar és a King’s Cross pályaudvar a kerületben találhatók. Ezek a West Coast Main Line, a Midland Main Line és az East Coast Main Line legészakibb megállói a város határain belül.

## Nagyobb camdeni székhelyű magán- és közintézmények
- Architectural Association
- Birkbeck, University of London
- British Library
- British Medical Association
- British Museum
- Cancer Research UK
- Great Ormond Street Hospital
- King’s Cross pályaudvar, St Pancras pályaudvar, Euston pályaudvar
- Royal Academy of Dramatic Art
- Royal College of Physicians
- Royal College of Surgeons
- Royal College of Veterinary Surgeons
- Royal Free Hospital
- School of Oriental and African Studies
- Slade School of Fine Art
- University College Hospital
- University College London
- University of London
- Wellcome Trust

## Camden látnivalói
- Bloomsbury Theatre
- BT Tower
- Camden Arts Centre
- Camden Market
- Covent Garden
- Dickens House
- Dominion Theatre
- Fenton House
- Foundling Museum
- Freud Museum
- Gray's Inn
- Hampstead Cemetery
- Hampstead Heath
- Hatton Garden
- Highgate Cemetery
- Keats' House
- Kenwood House
- Lincoln's Inn
- A Regent's Park északi része a kerülethez tartozik.
- A Roundhouse
- Russell Square
- Shaftesbury Theatre
- Sir John Soane's House

## Középiskolák
- Acland Burghley School
- Camden School for Girls
- Hampstead School
- Haverstock School
- La Sainte Union Catholic Secondary School
- Maria Fidelis RC Convent
- Parliament Hill School
- Quintin Kynaston School
- South Camden Community School (SCCS)
- South Hampstead High School
- William Ellis School

## Politikai élet
A helyi ügyekben a kerületi tanács dönt, melynek tagjait négyévente választják. A Camdeni Kerületi Tanácsban 1971 óta a Munkáspárt van többségben, eltekintve a 2006 és 2010 közötti választási ciklustól, amikor a relatív többséget megszerző Liberális Demokraták koalícióra léptek a konzervatívokkal.
| Év   | Adminisztráció | Adminisztráció | Konzervatív | Munkáspárt | Liberális Demokraták | Zöldek | Összesen |
| ---- | -------------- | -------------- | ----------- | ---------- | -------------------- | ------ | -------- |
| 1964 |                | Munkáspárt     | 34          | 26         |                      |        | 49       |
| 1968 |                | Konzervatív    | 18          | 42         | 49                   |        |          |
| 1971 |                | Munkáspárt     | 49          | 11         | 49                   |        |          |
| 1974 | 48             | Munkáspárt     | 12          | 49         |                      |        |          |
| 1978 | 33             | Munkáspárt     | 26          | 48         |                      |        |          |
| 1982 | 33             | Munkáspárt     | 26          | 48         |                      |        |          |
| 1986 | 44             | Munkáspárt     | 13          | 2          | 48                   |        |          |
| 1990 | 42             | Munkáspárt     | 15          | 2          | 48                   |        |          |
| 1994 | 47             | Munkáspárt     | 7           | 5          | 51                   |        |          |
| 1998 | 43             | Munkáspárt     | 10          | 6          | 51                   |        |          |
| 2002 | 35             | Munkáspárt     | 11          | 8          | 51                   |        |          |
| 2006 |                | Nincs többség  | 18          | 14         | 20                   | 2      | 51       |
| 2010 |                | Munkáspárt     | 30          | 10         | 13                   | 1      | 51       |
| 2014 | 40             | Munkáspárt     | 12          | 1          | 1                    | 51     |          |
| 2018 | 43             | Munkáspárt     | 7           | 3          | 1                    | 51     |          |
| 2022 | 47             | Munkáspárt     | 3           | 4          | 1                    | 51     |          |

A camdeni városháza a Judd Streeten áll, közel a King’s Cross pályaudvarhoz.

## Testvérvárosok
Abu Dis - Palesztina https://web.archive.org/web/20110807111805/http://www.camdenabudis.net/.
 Luxembourg - Luxemburg